# Château des Montais
Le château des Montais est situé au Brethon dans le département de l'Allier, en région Auvergne-Rhône-Alpes. Il est construit en bordure de la forêt de Tronçais et dans la vallée du Cher.

## Description
Le château date du XVe ou XVIe siècle et possède encore deux tours d'aspect médiéval.

## Historique
Une forteresse médiévale à double enceinte, détruite lors de la Ligue, s'élevait à la place du château actuel. En 1505, il est la propriété de François de Chaslus, seigneur de la Brosse, de Verneix et des Montais. Après avoir été incendié lors des guerres de religion, le château reste à l'abandon. En 1697, le Montais est la propriété de Denis de la Grange, écuyer, qui laissa une succession si embrouillée que la terre fut saisie. Le château est restauré au XVIIIe siècle.